# Theodor Hosemann
Friedrich Wilhelm Heinrich Theodor Hosemann, né le 24 septembre 1807 à Brandebourg-sur-la-Havel et mort le 15 octobre 1875 à Berlin, est un peintre de genre, graveur, illustrateur, dessinateur et caricaturiste prussien.

## Biographie
Hosemann est le fils d’un officier de l’armée prussienne, Wilhelm Albrecht Hosemann, et de son épouse, Christiane Charlotte Stengel. Il commence, à l’âge de 12 ans, un apprentissage dans l’entreprise de lithographie Arnz & Winckelmann à Düsseldorf. Trois ans plus tard, il est employé comme dessinateur technique avec un salaire de 200 thalers annuels. En même temps, il fréquente l’Académie des beaux-arts de Düsseldorf.
En 1828, Winckelmann devient indépendant, formant ultérieurement une entreprise d’édition, Winckelmann et fils, à Berlin, et Hosemann l’accompagne comme chef illustrateur, avec un salaire doublé. Il exécute de nombreuses illustrations pour des livres pour enfants, ainsi que des dessins humoristiques qui le font connaître. Il travaille alors pour plusieurs éditeurs, en particulier les frères Gropius, Julius Springer ou Meyer & Hoffmann. De 1834 à 1852, il collabore fructueusement avec le satiriste Adolf Glassbrenner, en particulier pour sa série de livres intitulée Berlin wie es ist und – trinkt (Berlin comme elle est — et boit).
Hosemann épouse en 1836 Henriette Wilhelmine Aßmann, avec qui il a trois enfants.
De 1842 à 1855, il est membre d’une société littéraire appelée Tunnel über der Spree, où il utilise le nom de « Hogarth ». Dans les années 1850, il est aussi associé au groupe Rütli ; il co-édite leur annuaire Argo. Album pour l'art et la poésie (Breslau) entre 1857 et 1860, avec des gravures. Sa première épouse étant morte en 1849, il se remarie l’année suivante avec Bertha Heimbs, qui vient d’une famille aisée, et avec qui il a aussi trois enfants. Seul un fils atteindra l’âge adulte.
En 1857, Hoseman est nommé professeur à l’Académie des arts de Berlin et en devient membre titulaire en 1860. L’illustrateur et photographe renommé Heinrich Zille est l’un de ses élèves, ainsi que John Gast, l’auteur de American Progress.

## Œuvre
Theodor Hosemann représente surtout des événements de la vie sociale du bourgeois typique de la période Biedermeier ou des types populaires berlinois. Un catalogue de son œuvre graphique (comprenant 595 items) a été compilé par Karl Hobrecker en 1920. De nombreuses illustrations de Hosemann sont numérisées par l’université Heinrich Heine de Düsseldorf.

Quelques œuvres de Hosemann
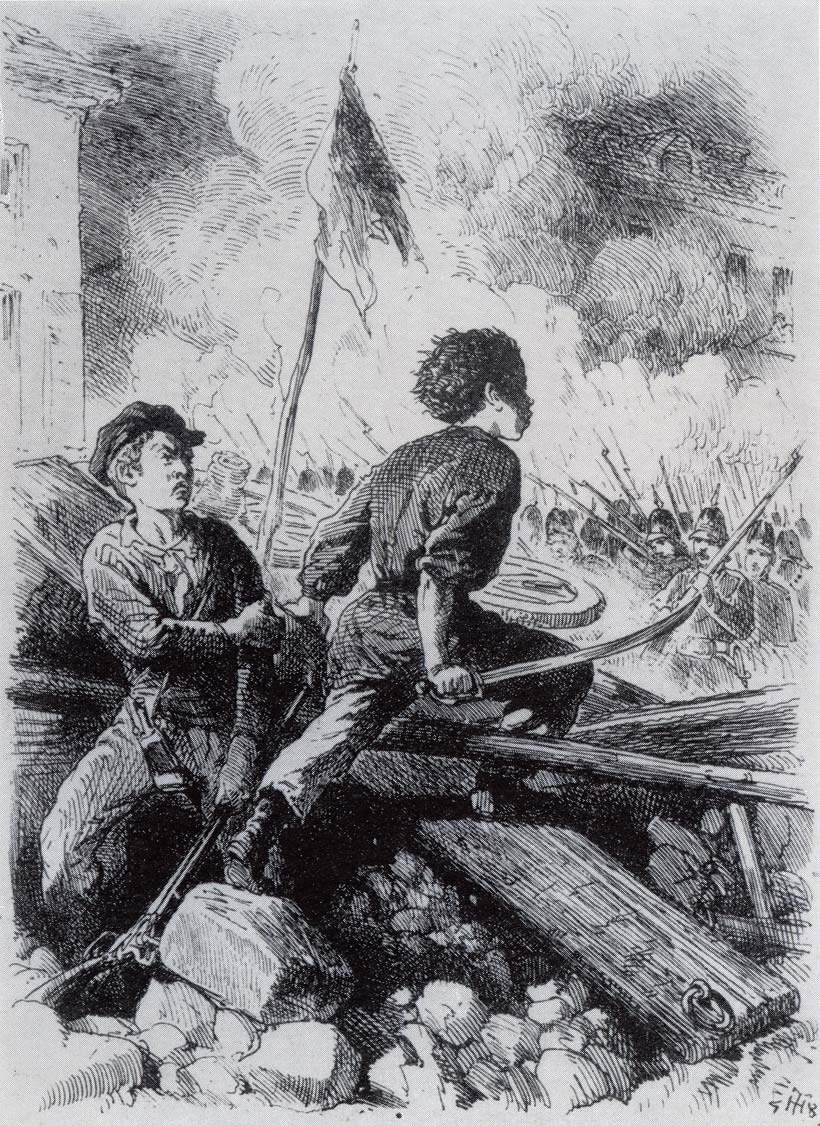
Les barricades de Berlin en 1848.
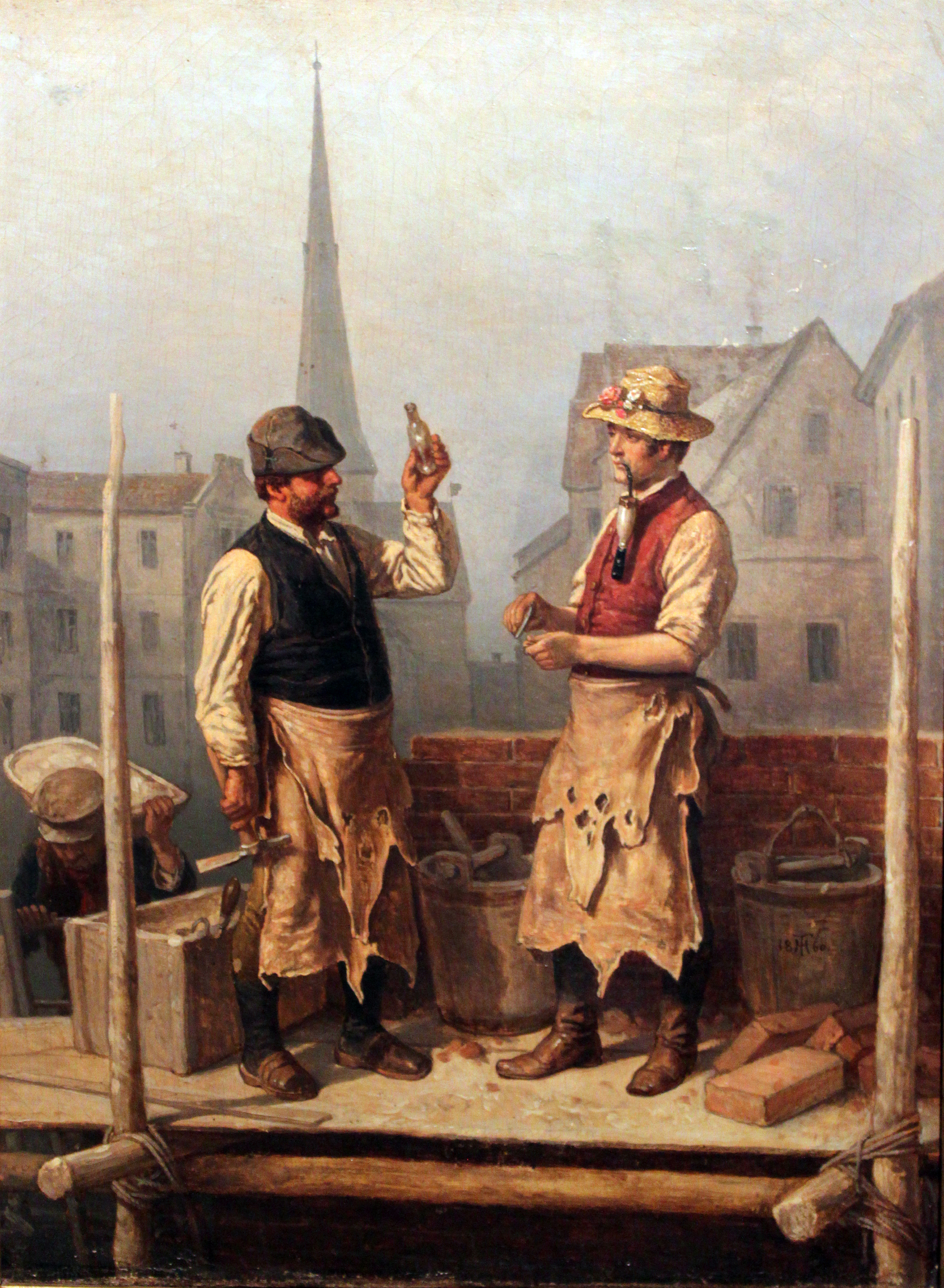
Maçons construisant l’hôtel de ville rouge.
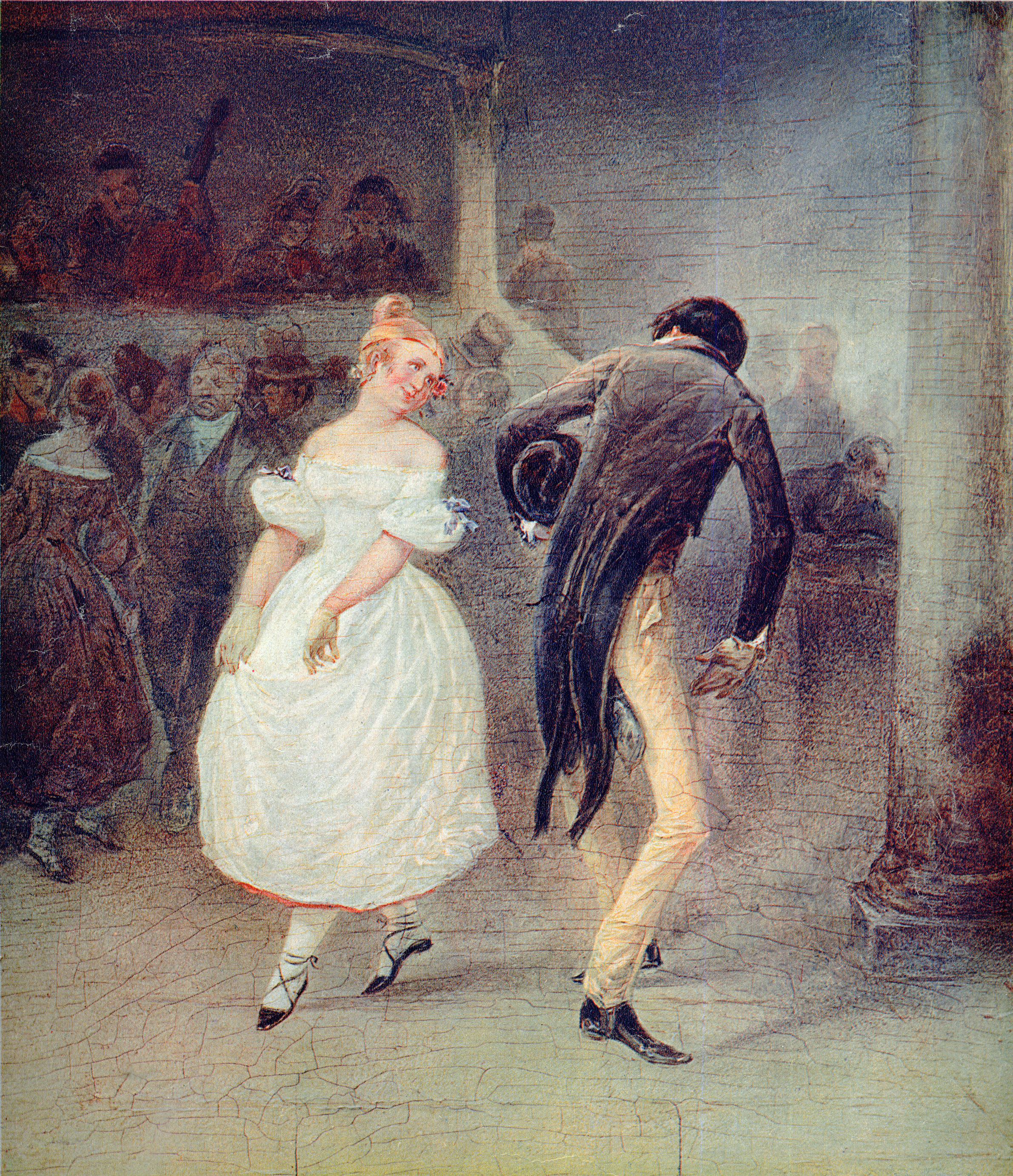
Le plaisir de la danse.
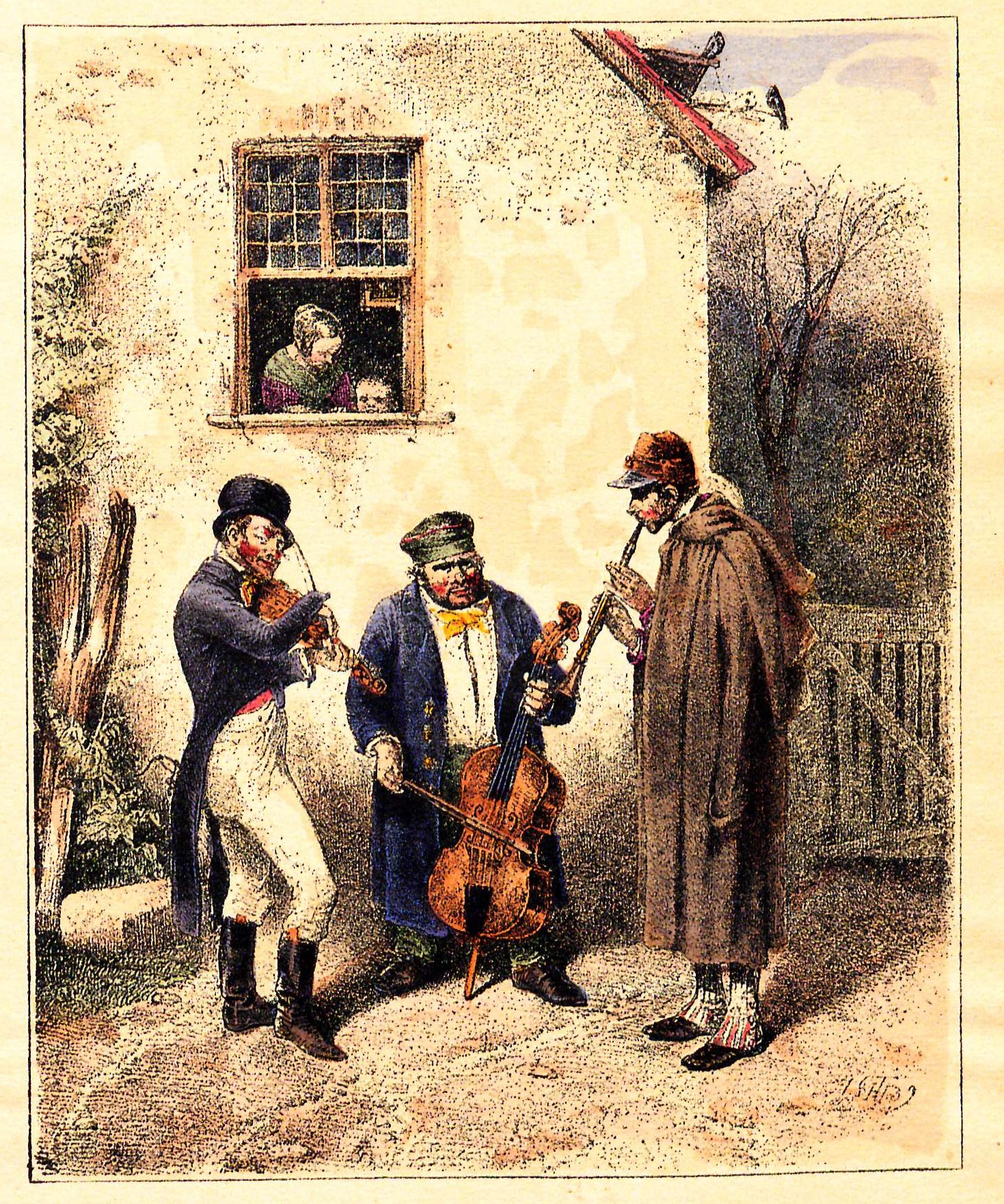
Les trois musiciens.
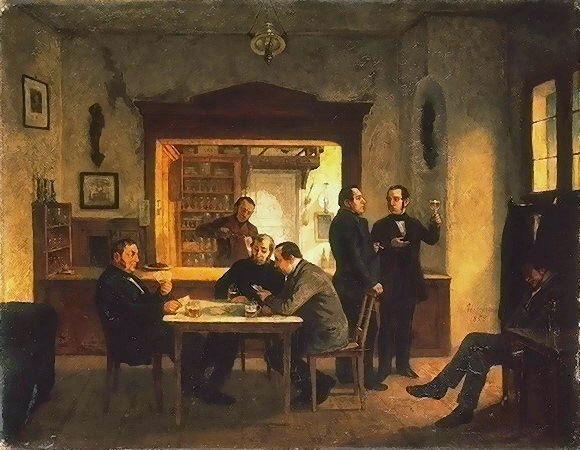
La taverne.